# Исчезновение Лорен Спирер
Лорен Спирер (англ. Lauren Spierer, родилась 17 января 1991 года) — американка, пропавшая 3 июня 2011 года вечером в спорт-баре Kilroy’s в Блумингтоне, штат Индиана. В то время Спирер была 20-летней студенткой Университета Индианы. Хотя её исчезновение вызвало освещение в национальной прессе, Спирер считается мертвой, и её дело остается нераскрытым.

## История
Лорен Спирер родилась 17 января 1991 года в семье Шарлин и Роберта Спирер; её отец был бухгалтером. Она выросла в Скарсдейле, штат Нью-Йорк, богатом городе в нижнем округе Вестчестер. Спирер окончила среднюю школу Эджмонт в 2009 году и поступила в Университет Индианы, где изучала текстильный мерчендайзинг. Спирер проявляла активность в еврейской общине Университета Индианы и провела предыдущие весенние каникулы, сажая деревья в Израиле от имени Еврейского национального фонда.
Спирер познакомилась со своим парнем Джесси Вольфом и своим другом Джеем Розенбаумом много лет назад в летнем лагере Тованда, в горном городке Хоунсдейл, штат Пенсильвания. Там она также познакомилась с другими будущими студентами, которые позже вошли в круг друзей Спирер, когда она поступила туда в 2009 году.

## Исчезновение
В ночь исчезновения Спирер пила с несколькими друзьями. Вольф заявил, что в тот вечер он не встречался со Спирер или её друзьями, переписываясь со Спирер перед сном. По словам очевидцев, Спирер находилась в состоянии сильного алкогольного опьянения. Полиция Блумингтона использовала записи видеонаблюдения и показания свидетелей, чтобы составить график местонахождения Спирер до её исчезновения.

## Временная шкала
Метки времени, выделенные жирным шрифтом, указывают на записи с камер наблюдения. Другие метки основаны на показаниях свидетелей.
Пятница, 3 июня 2011 г.
- 00:30. — Свидетели сообщают, что Спирер покинула свою квартиру с другом по имени Дэвид Рон. Пара отправилась в квартиру Джея Розенбаума, и она встретилась с Кори Россманом, соседом Розенбаума[11].
- 1:46 — Спирер видели входящей в спортивный бар Килроя.
- 2:27 — Спирер видели выходящей из бара вместе с Россманом. Спирер оставила свой сотовый телефон и туфли в баре. Она сняла туфли, когда вышла на покрытый песком внутренний дворик. Россман проводил Спирер до её жилого комплекса[8].
- 2:30 — Спирер замечена входящей в апартаменты Smallwood Plaza, где находится её резиденция. Прохожий по имени Зак Оукс заметил её состояние опьянения и спросил, всё ли с ней в порядке[12].
- 2:48 — После того, как она вышла из квартиры, Спирер вошла в переулок, который проходит между Колледж-авеню и Мортон-стрит. Камеры видеонаблюдения, установленные в соседних квартирах, показывают, как она выходит из переулка в 2:51 ночи и идёт к пустой стоянке. Ключи и сумочка Спирер были найдены по этому маршруту через переулок. Вскоре после этого Спирер и Россман прибыли в его квартиру. Майкл Бет, сосед Россмана по комнате, был в квартире. Сам Россман был очень пьян и спотыкался. По пути наверх его вырвало на ковёр. Бет заявил, что он проводил Россмана в постель. Затем он попытался убедить Спирер переночевать там для её же безопасности. Он утверждал, что Спирер сказала, что хочет вернуться в свою квартиру.
- 3:30 — Бет сказал, что потом он позвонил своему соседу Розенбауму, чтобы тот позаботился о Спирер. Бет сказал, что Спирер пыталась уговорить Бет выпить с ним в её квартире. В конце концов она отправилась в квартиру Розенбаума, где он заметил синяк у неё под глазом, предположительно полученный при падении ранее в тот же вечер. Она сказала ему, что не знает, откуда у неё синяк. Два звонка были сделаны с телефона Розенбаума незадолго до того, как она, как сообщается, ушла. Розенбаум сказал, что Спирер сделала оба звонка, один Рону, а другой другому другу. Ни один из них не взял трубку, и никаких сообщений не было оставлено.
- 4:30 — Розенбаум сообщает, что Спирер покинула квартиру. Это последнее сообщение о том, что её видели. Он сообщил, что в последний раз видел Спирер на пересечении 11-й улицы и Колледж-авеню, направляясь на юг к Колледжу. В последний раз её видели босиком, в чёрных леггинсах и белой рубашке[13].
- Несколько часов спустя тем же утром Вольф отправил Спирер сообщение. Он получил ответ от сотрудника бара. Вольф сообщил о пропаже Спирер[14].

## Расследование
В августе 2011 года полиция провела девятидневный обыск на свалке Сикамор-Ридж в Пименто (к югу от Терре-Хот) в поисках улик, связанных с исчезновением. На свалку вывозят мусор из Блумингтона после остановки на пересадочной станции. В поисках приняли участие Департамент полиции Блумингтона, Департамент полиции Университета Индианы и ФБР. По состоянию на 24 мая 2013 года следователи получили 3060 подсказок об исчезновении Спирер, 100 из которых были получены в первой половине 2013 года.
В апреле 2015 года полиция Блумингтона объявила, что они расследуют возможную связь между исчезновением Спирер и убийством другой студентки Университета Индианы, Ханны Уилсон. Уилсон пропала 24 апреля 2015 года, после посещения Kilroy’s, того же бара, который посетила Спирер в ночь её исчезновения. В последний раз Уилсон видели, когда она садилась в такси перед баром и уезжала. Её тело было найдено на следующее утро в округе Браун. Местный житель по имени Даниэль Мессель был арестован за убийство после того, как его мобильный телефон был обнаружен рядом с телом. В июле 2015 года Дитл (частный детектив, нанятый семьёй Спирер) пришёл к выводу, что эти два случая не связаны, и любое сходство между этими двумя случаями было случайным.
28 января 2016 года ФБР и другие полицейские агентства исследовали недвижимость в 2900 квартале Олд-Моргантаун-роуд в Мартинсвилле, примерно 20 миль (32 км) к северу от Блумингтона. Согласно заявлению, опубликованному ФБР, следователи «следили за наводками и подсказками в округе Морган относительно исчезновения Лорен Спирер». Собственность была связана с Джастином Уэйджерсом, который жил там со своей матерью и отчимом. Уэйджерса подозревали в том, что он выставлял себя напоказ многочисленным местным женщинам.
Следователи обыскали имущество с помощью поисковых собак, которое указывало на потенциальные улики. Антропологи провели раскопки и просеяли грязь из сарая, куда попали поисковые собаки, но ничего не нашли. Следователи также отбуксировали белый грузовик с территории, принадлежащей Пари.

## Теории
В связи с тем, что произошло со Спирер в тот вечер, возникло несколько теорий. Родители Спирер заявили, что они считают, что их дочь мертва. Основываясь на её уровне опьянения, они также предположили, что она, возможно, была накачана наркотиками в баре. «Мы чувствовали, что кто-то мог подсыпать что-то в её напиток у Килроя», — сказал Роберт Спирер. Семья высказала подозрения в отношении мужчин, с которыми она была в тот вечер, а также Вульфа, поскольку они отказались пройти полиграф, выданный полицией, и наняли адвокатов вскоре после исчезновения Спирер. Хотя родители не выдвинули никаких конкретных обвинений, они считают, что эти двое знают больше, чем они рассказали полиции до сих пор. Мужчины ответили, что они прошли частные проверки на полиграфе, а также один от ФБР. Поскольку они не доверяют полиции Блумингтона, как говорят они, они наняли адвокатов.

### Случайная передозировка
Что касается уровня опьянения Спирер, её друзья и Вольф сообщили полиции, что она употребляла наркотики в дополнение к алкоголю в ночь, предшествовавшую её исчезновению. Мать Вольфа утверждала, что Спирер попросили покинуть летний лагерь, где она познакомилась со своим сыном и Розенбаумом несколько лет назад из-за употребления наркотиков. «Эта бедная маленькая девочка сегодня не с нами из-за злоупотребления наркотиками», — сказала она. 2 сентября 2010 года, за девять месяцев до её исчезновения, Спирер была арестована по обвинению в публичном и незаконном потреблении алкоголя. После её исчезновения полиция обнаружила в её комнате «небольшое количество кокаина».
Розенбаум рассказал следователям, что в тот вечер Спирер употребляла алкоголь, нюхала кокаин и раздавила таблетки клонопина. Её редкое заболевание сердца — синдром удлинённого интервала QT — усугубляло опасность употребления наркотиков. Полиция обратилась к слухам, которые подразумевали, что Спирер, возможно, получила передозировку, и те, кто был с ней, возможно, спрятали её тело, чтобы избежать уголовных обвинений. Бо Дитл, частный детектив, нанятый семьёй Спирер, сомневается, что смертельная передозировка наркотиков может быть достаточным мотивом, чтобы скрыть её смерть; он сослался на распространённость злоупотребления наркотиками в кампусе университета. «Каждый ребенок покупает травку, кокаин, выпивку, таблетки», — сказал он. «Я имею в виду, это повсюду. Так что это действительно не может быть мотивом».

### Похищение незнакомцем
Полиция также признала, что не исключает других возможностей, таких как похищение незнакомцем. Родители Спирер ранее заявляли, что они не верят, что её исчезновение было случайным похищением.

### Даниэль Мессель
В 2017 году прокурор округа Браун Тед Адамс сообщил, что, по его мнению, Дэниел Мессел может быть связан с исчезновением Спирер. В 2016 году Мессель был осуждён за убийство ещё одной студентки Университета Индианы, Ханны Уилсон, в 2015 году. Уилсон объявили пропавшей только на один день, когда её тело было найдено в пустынном поле; её забили до смерти. Мобильный телефон Месселя был обнаружен у её ног. Месселю никогда не предъявляли обвинений в связи с делом Спирер.

## Гражданские иски
Родители Спирер подали гражданские иски против Россмана, Розенбаума и Бет за связь с их дочерью, приведшую к её исчезновению. В исках обвинялись ответчики в халатности, утверждая, что они снабжали Спирер алкоголем после того, как она уже была «явно пьяна», а затем не позаботились о том, чтобы она благополучно вернулась в свою квартиру, что, вероятно, привело к её смерти. Семья заявила, что надеется, что иск приведёт к тому, что ответчики предоставят больше информации о том, что произошло в ночь исчезновения Спирер. «Я действительно не думаю, что это было случайное похищение, я думаю, что кто-то, кого знала Лорен, был ответственен за события того вечера», — сказала мать Спирер. В рамках иска они  потребовали предоставить в суд частный сотовый телефон и академические записи, охватывающие 134 дня до и после исчезновения Спирер, что адвокаты ответчиков назвали «рыболовной экспедицией».
В 2013 году федеральный судья Таня Уолтон Пратт отклонила иск против Бет, определив, что он не обязан заботиться о Спиерер.
В 2014 году Пратт отклонила иск против двух других мужчин, заявив: «…может быть множество теорий относительно того, что случилось с Лорен и какие травмы она могла получить, если таковые имелись. Без доказательств, подтверждающих эти теории, присяжным было бы невозможно определить, было ли то, что случилось со Спирер, естественным и вероятным следствием её опьянения, без каких-либо других вмешательств, которые нарушили бы причинно-следственную цепочку». Родители Спирер обжаловали это решение, однако в 2015 году федеральный апелляционный суд позже поддержал отклонение иска родителей. Адвокаты мужчин заявили, что их клиенты полностью сотрудничали с полицией и частными детективами, нанятыми семьёй Спирер, и что все они прошли частные проверки на полиграфе. «Они были опрошены, опрошены и опрошены, и сказать, что они были менее чем откровенны, просто неточно», — сказал Чэпмен, который представляет Бет и Рон. На сегодняшний день ни один из обвиняемых не был назван в качестве подозреваемых в исчезновении Спирер.

## В средствах массовой информации
Шоу « Кошмар в реальной жизни» подробно описало дело Лорен Спирер в часовом эпизоде под названием "Ночь без возврата". Дело Спирер было освещено в нескольких подкастах, в том числе: Crime Junkie, True Crime Garage, Going West: True Crime, True Crime All The Time Unsolved, Trace Evidence, и в Not Another True Crime Podcast.

### Синдром пропавшей белой женщины
Интенсивное освещение в прессе исчезновения было названо примером синдрома пропавшей белой женщины, феномена, при котором средства массовой информации непропорционально освещают случаи пропажи людей, в которых участвуют молодые белые женщины из высшего среднего класса. Газета Indiana Daily Student, студенческая газета Университета Индианы, опубликовала статью, в которой документировалось несоответствие между их собственным освещением исчезновения Спирер и их освещением другого местного исчезновения, Кристал Грабб, 29 лет, которая также была белой, но происходила из рабочей семьи, в которой многие родственники имели криминальное прошлое. После исчезновения Грабб в 2010 году «Дейли стьюдент» опубликовала в общей сложности семь статей по этому делу по сравнению с несколькими статьями на первых полосах и широкой национальной осведомлённостью о деле Спирер. Знакомый Грабб прокомментировал: «Когда Кристал пропала, это было в газете, как когда-то. В связи с исчезновением Спирер все собрались здесь, повсюду развешаны плакаты, ходят люди. Определенно ничего подобного Кристал не могла себе позволить. Я не хочу сказать, что это потому, что она принадлежала к низшему экономическому классу, но мне так кажется».